# Пикада
Пикада (исп. picada) — соус каталонской и валенсийской кухни. Это не самостоятельный соус, как майонез или ромеско, скорее его можно отнести к приправе, которую добавляют во время приготовления. Пикада обычно является завершающим штрихом в приготовлении разнообразных блюд из рыбы, мяса и овощей.
Пикада готовится в ступке и должен содержать базовую триаду: миндаль, хлеб и немного жидкости. Чеснок, шафран и/или петрушка также считаются незаменимыми. Поджаренный миндаль может быть заменен другим орехом: лесной орех, кедровый, грецкий орех, или комбинация из них. Черствый хлеб или сухари измельчают в ступке, их можно обжарить в масле. Можно использовать сладкие бисквиты или печенье типа Мария. В качестве жидкости обычно используется варочный сок, но также можно использовать бульон или горячую воду. Среди ингредиентов также встречается вино, оливковое масло и уксус.
Часто приготовление блюда начинается с другого основного соуса, такого как софрито (из чеснока, лука, перца и помидоров, приготовленных на оливковом масле), и заканчивается добавлением пикады за несколько минут до окончания приготовления. Другими возможными ингредиентами, которые используются реже, являются корица, вареная печень (куриная или кроличья), шоколад, тмин, зелень и другие специи.

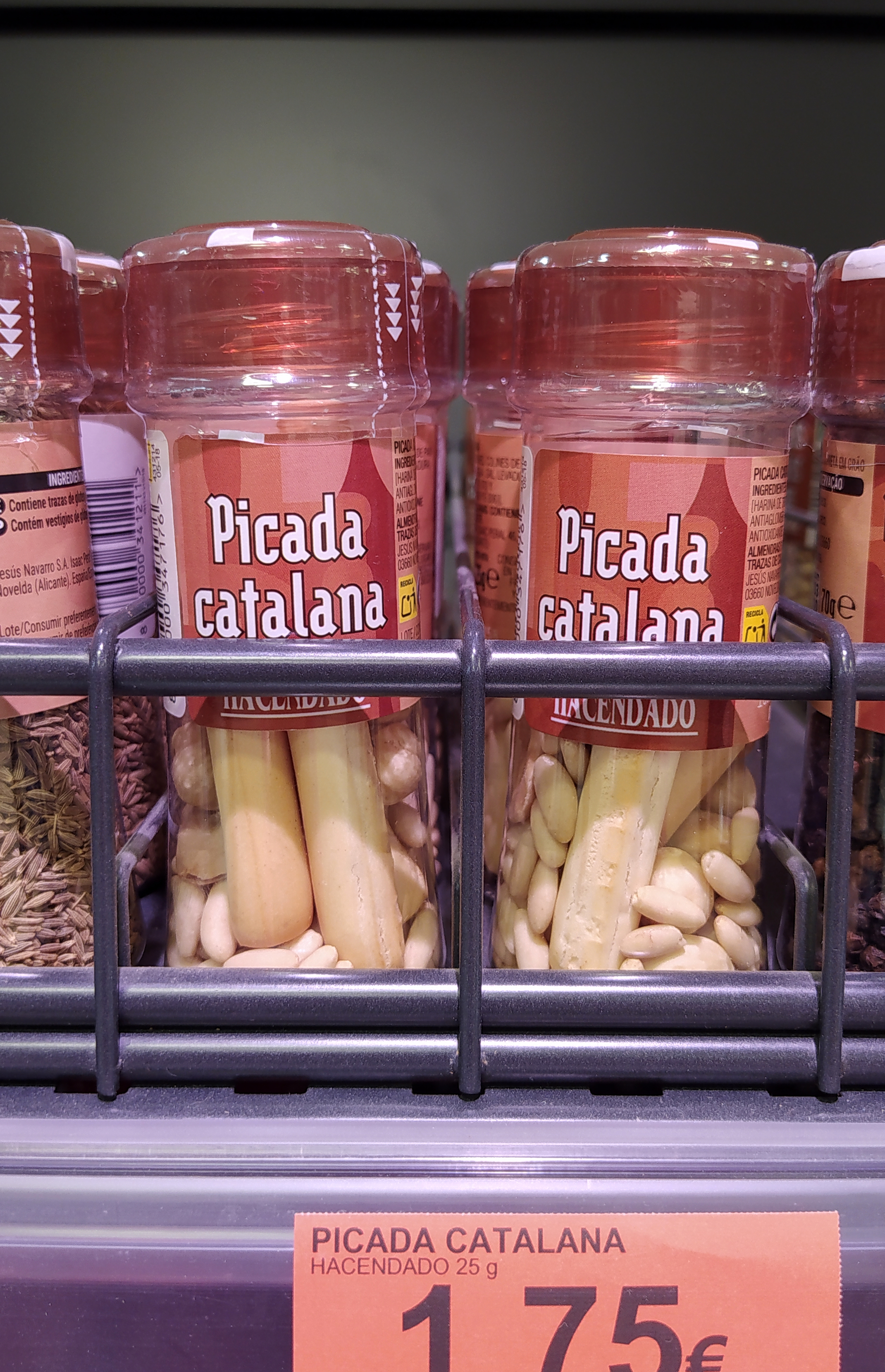
Баночки с ингредиентами для каталонской пикады

## История
Пикада из миндаля упоминается в каталонской кухне с момента её возникновения, соус присутствует в средневековых трактатах. В соседних средиземноморских кухнях, таких как окситанская или итальянская, есть похожие соусы, такие как песто.
В Аргентине «Пикада» это тарелка с мясными нарезками, такими как ветчина, вяленая ветчина, пепперони, сосиски, паштеты; несколько видов сыров, таких как сыр с плесенью, пекорино, пармезан и другие. Обычно подаётся с соусом, хлебом, оливками и орехами.